# Монгольські вторгнення до Кореї
Монгольські вторгнення до Кореї — серія військових кампаній Монгольської імперії проти Кореї, в ті часи відомої як Корьо в період з 1231 по 1259 роки. Всього було шість основних навал, які завдали значної шкоди країні. В результаті Корея стала данником монгольської династії Юань на наступні 80 років.

## Перші кампанії
Король Коджон (правив з 1213 по 1259) був двадцять третім правителем Корьо. В 1225 році Монгольська імперія зажадала з Корьо данину, але отримала відмову, а монгольський посол Чу Ку Ю був убитий.
У 1231 році хан Угедей почав вторгнення в Корьо, що було частиною монгольських операцій із захоплення північних китайських територій. Монголи дійшли до Чхунджу в центральній частині Корейського півострова, проте після декількох боїв наступ було зупинено.
У 1232 році, зважаючи на монгольську небезпеку, королівський двір Корьо переїхав із Сондо на острів Канхвадо в затоці Кенгі і розпочав будівництво оборонних споруд.
Монголи негайно почали другу атаку. Вони дійшли до півдня Корейського півострова, проте Канхвадо їм захопити не вдалося, а після битви у Кванджу монгольській армії знову довелося відступити. Лідер монголів, Сартана (撒 禮 塔), був убитий буддистським ченцем недалеко від міста Йон'ін.

## Третя кампанія
В 1235 році монголи почали новий похід на Корьо, спустошивши провінції Кьонсандо і Чолладо. Опір був затятим, король серйозно зміцнив свій замок на острові Канхвадо, однак армія Корьо не могла впоратися з завойовниками. В 1236 році Коджон підписав указ про відродження Трипітака Кореана, зруйнованої під час навали 1232 року. Цю колекцію  буддистських текстів вирізали протягом 15 років на 81 000 дерев'яних блоків і вона збереглася до наших днів.
В 1238 році Корьо здалося і запросило перемир'я. Монголи відступили в обмін на угоду про те, що Корьо пошле до Монголії королівську сім'ю як заручників. Однак Корьо послало підставних людей замість членів королівської родини. Розкривши підміну, монголи почали наполягати на забороні корейським кораблям виходити в море і на арешті і страті діячів антимонгольського руху. Корьо довелося послати до Монголії одну з принцес і десять дітей знаті. Інші вимоги були відхилені.

## Четверта і п'ята кампанії
В 1247 році монголи почали четверту кампанію проти Корьо, наполягаючи на поверненні столиці в Сондо. Після смерті у Монголії великого хана Ґуюка в 1248 році вони знову відступили.
До 1251, року, коли на престол зійшов хан Мунке, монголи повторювали свої вимоги. Після відмов Корьо, вони почали чергову велику кампанію в 1253 році. Коджон, нарешті, погодився перенести столицю назад і послав одного зі своїх синів, принца Ангейонгона (安慶公) в Монголію як заручника, після чого монголи відступили.

## Шоста кампанія і мирний договір
Дізнавшись про те, що більша частина корейської знаті залишилася на Канхвадо, монголи почали новий похід на Корьо. Між 1253 і 1258 роком вони провели серію атак проти Кореї.
Після серії боїв монголи оточили Канхвадо і в грудні 1258 року Корьо нарешті здалося.

## Наслідки
Боротьба всередині королівського двору тривала до миру з монголами в 1270 році. Деякі з воєначальників, які відмовилися підкоритися, очолили Повстання Самбйольчхо (1270 — 1273) і захищали острови на південному узбережжі Корейського півострова. Самбйольчхо були особистими військовими підрозділами сім'ї Чхве, яка мала реальну владу в країні.
Починаючи з царювання вана Вонджона, понад 80 років Корея була данником монгольської династії Юань. Як васал Юаню, держава Корьо страждала від монгольського ярма поки ван Конмин не витиснув монголів і промонгольську частину корейської знаті з країни в 1356 році.